# Curubis erratica
Espèce
Curubis erratica est une espèce d'araignées aranéomorphes de la famille des Salticidae.

## Distribution
Cette espèce se rencontre au Sri Lanka et en Inde au Tamil Nadu,.

## Description
Le mâle décrit par Caleb en 2016 mesure 2,86 mm et la femelle 3,72 mm.

## Publication originale
- Simon, 1902 : Description d'arachnides nouveaux de la famille des Salticidae (Attidae) (suite). Annales de la Société Entomologique de Belgique, vol. 46, p. 24-56 & 363-406 (texte intégral).